# 2001年马华收购南洋商报事件
2001年马华收购南洋商报事件，又称528报殇或528南洋报变，即2001年5月，时任马来西亚华人公会（马华公会）总会长林良实宣布，马华的投资臂膀华仁控股决定以每股5.50令吉，从富商郭令灿的谦工业（马）有限公司买下《南洋商报》报业。这项决定使马华双林党争推向最高点。
2006年10月17日，马华通过中委会议决脱售21.02％的南洋报业股份予林业大亨张晓卿控制的Ezywood Options私人有限公司。

## 过程

### 马华宣布收购
2001年5月23日，时任马华公会总会长林良实宣布该党的投资臂膀华仁控股决定以每股5.50令吉，从谦工业（马）有限公司买下南洋报业。收购计划献议，华仁控股以2亿3000万令吉买下南洋报业72%股权。华仁把旗下的星报股权抵押给银行作为融资担保。

#### 各方反应
此时马华正值双林党争期间，该党因此一分为二，分别由林良实领导的A队以及以署理总会长林亚礼为首的B队。林良实收购南洋报业的决定让马华党员和华社大感意外，B队及其他反林良实派人士也伺机大作文章。党内出现一批反林良实的领袖，被媒体称为“八仙”，分别是：
1. 林亚礼，署理总会长
2. 陈广才，副总会长
3. 蔡锐明，副总会长
4. 叶炳汉，前副总会长
5. 陈仪乔，妇女组署理主席
6. 黄木良，资深中委
7. 胡亚桥，中委
8. 翁诗杰，马青总团长

收购行动也掀起华团及媒体界的反弹浪潮，并开始组织反对马华收购运动，成立了反对马华收购南洋报业工委会（CAT）。该工委会强调，保障新闻自由，避免媒体受政治操控及干预人人有责。大马华文报刊编辑人协会（编协）也要求马华撤销这项收购。多达90位为《南洋商报》、《中国报》、《星洲日报》及《光明日报》撰稿的专栏作者决定停止供稿。《南洋商报》一些职员开始佩戴黄丝带以抗议政党收购。
林亚礼警告，华社会在下届大选对国阵及马华投反对票，以示抗议。B队领袖也一再强调，政治和商业应该分开，认为这项交易将削弱中文报的独立性。林良实对此回应称《星报》在马华旗下一样享有编采独立，并全盘反驳所有指责，声称这些指责意在推翻他。

### 召开特大
马华召开紧急会长理事会及中委会会议，对收购南洋报业建议进行表决。两项会议皆以压倒多数票通过收购行动。中委会的表决成绩是32票支持，8票反对。为了解决这场危机，领导层同意举行全国特别代表大会（特大），由马华中央代表投票决定。
特大在2001年6月24日举行，2216名中央代表出席投票。最终，A队以157多数票胜出。
特大的成绩是：
1. 赞成收购1176（53.3%）
2. 反对收购1019（46.2%）废票21

## 影响

### 马华公会
随著2002年马华党选逼近，党内派系斗争越演越烈。2001年8月，马华青年团代表大会爆发肢体冲突，即马青803武斗事件。同年10月2日，林良实撤除卫生部长兼副总会长蔡锐明的吉打州联委会主席，但没有提出撤职的原因。不过，多数人认为，这是对反对收购南洋报业人士秋后算账。党内相信，撤职行动将让派系斗争升级，两派阵营在党选中很可能会全面开打。
收购南洋报业后，林良实对会长理事会进行重组，数位反对收购的理事会成员被撤换。会长理事会是由中委会里的成员组成，即总会长、署理总会长、一或多位副总会长、总秘书、总财政、全国组织秘书及不超过10名由总会长委任的成员。总会长有绝对权力，委任或撤换任何会长理事会成员。根据传统，马华的部长及副部长都会受委为会长理事会成员，而会议通常在每个星期二早上举行，针对在隔天举行的内阁会议里，或将讨论的课题进行商议。
由于AB队持续恶战，马华会长理事会及中委会的会议气氛极为紧绷，两派势力斗争陷入胶著状态。时任马来西亚首相马哈迪·莫哈末决定介入斡旋，提出双林（林良实和林亚礼）齐退位，由各自徒弟接位的和平方案。2003年5月，双林同意落实和平方案，促成马华领导层更迭。